# Мур, Джон (лыжник)
Джон Мур (англ. John Moore) — английский лыжник и биатлонист, участник трёх зимних Олимпийских игр.

## Карьера и биография
Принял участие в трёх зимних Олимпийских играх.
В 1956 году в Кортина-д’Ампеццо выступил в двух лыжных гонках: на 30 км, где стал 47-м, и на 15 км, где стал 58-м.
В 1960 году в Скво-Вэлли участвовал в лыжной гонке на 30 км, в которой финишировал 38-м, в гонке на 15 км, в которой стал 44-м, и в гонке на 50 км, в которой занял 30-е место. В биатлонной  индивидуальной гонке финишировал 29-м. Во всех гонках он стал лучшим из представителей Великобритании. Кроме того, на церемонии открытия Олимпийских игр был знаменосцем своей страны.
В 1964 году в Иннсбруке он также выступил в лыжных гонках и биатлоне. В лыжной гонке на 15 км занял 56-е место, в эстафете 4×10 км стал 14-м, а в биатлонной индивидуальной гонке — 40-м.
Принял участие в 5 чемпионатах мира по биатлону, начиная с самого первого в австрийском Зальфельдене. Лучший результат – 18-е место.
Его отец — Джордж Мур — принимал участие в соревнованиях по фехтованию на летних Олимпийских играх 1948 года в Лондоне. Сын — Марк Мур — пошёл по стопам отца и стал лыжником, принимал участие в зимних Олимпийских играх 1984 года в Сараево.
Служил в британской армии, дослужился до звания капитана .

### Участие в Чемпионатах мира по биатлону
| Год  | Место проведения | Инд |
| 1958 | ЧМ Зальфельден   | 18  |
| 1959 | ЧМ Курмайор      | 28  |
| 1961 | ЧМ Умео          | 28  |
| 1962 | ЧМ Хямеэнлинна   | 38  |
| 1963 | ЧМ Зефельд       | 45  |

### Участие в Олимпийских играх
| Год  | Место проведения  | 15 км | 30 км | 50 км | Эст 4х10 км |
| 1956 | Кортина-д'Ампеццо | 58    | 47    | —     | —           |
| 1960 | Скво-Вэлли        | 44    | 38    | 30    | —           |
| 1964 | Иннсбрук          | 56    | —     | —     | 14          |

| Год  | Место проведения | Инд |
| 1960 | Скво-Вэлли       | 29  |
| 1964 | Иннсбрук         | 40  |